# Hyposoter discedens
Hyposoter discedens là một loài tò vò trong họ Ichneumonidae.